# جاك مككولوك
جاك مككولوك هو لاعب هوكي الجليد كندي، ولد في 15 أغسطس 1872 في وينيبيغ في كندا، وتوفي في 26 يناير 1918 في سانت بول في الولايات المتحدة.

## وصلات خارجية
- جاك مككولوك على موقع SpeedSkatingBase.eu (الإنجليزية)
- جاك مككولوك على موقع SpeedSkatingNews.info (الإنجليزية)
- جاك مككولوك على موقع SpeedSkatingStats.com (الإنجليزية)
- جاك مككولوك على موقع قاعة كندا للمشاهير الرياضية (الإنجليزية)
- جاك مككولوك على موقع قاعة مانيتوبا للمشاهير الرياضية (الإنجليزية)